# ふるさと林道湯の沢線
ふるさと林道湯の沢線（ふるさとりんどうゆのさわせん）は、群馬県甘楽郡南牧村大字桧沢から同多野郡上野村大字楢原に至る林道である。

## 基本データ
- 起点：群馬県甘楽郡南牧村大字桧沢（群馬県道45号下仁田上野線）
- 終点：群馬県多野郡上野村大字楢原（群馬県道45号下仁田上野線）
- 全長：4,932m
- 設計速度：40km/h
- 総事業費：166億円

## 概要
この道路の開通以前、甘楽郡下仁田町から甘楽郡南牧村を経て多野郡上野村へと通ずる道路として、群馬県道45号下仁田上野線（塩ノ沢峠）が利用されていたが、急勾配、狭小等の問題があり（特に南牧村側でそれが顕著）、下仁田 - 上野間の交通のボトルネックとなっていた。この問題の解消のため、1995年に事業とし、2008年度末の全線開通を目指し工事が開始。2009年3月末に完成した。
南牧村側のトンネル外道路が未完成だった以前、その工事用道路（「林道湯の沢支線」とされていた）を暫定区間として利用していた。
南牧村側区間の完成以降は、湯の沢トンネルを除いた区間で県道標識が設置された。
南側の多野郡上野村は、長野県南佐久郡佐久穂町などの佐久地域と隣接して国道299号（十石峠）、及び、群馬県道・長野県道124号上野小海線（ぶどう峠）で結んでいるが、いずれも酷道と言われる程、道路状況が悪く、さらに冬季通行止となるため、この同地域間のう回路にもなっている。

## 湯の沢トンネル
湯の沢トンネルは、この区間上にある全長3,323mのトンネルである。2000年より着工し、2003年に完成した。2004年3月24日に南牧村側で開通式が挙行され、併用開始した。

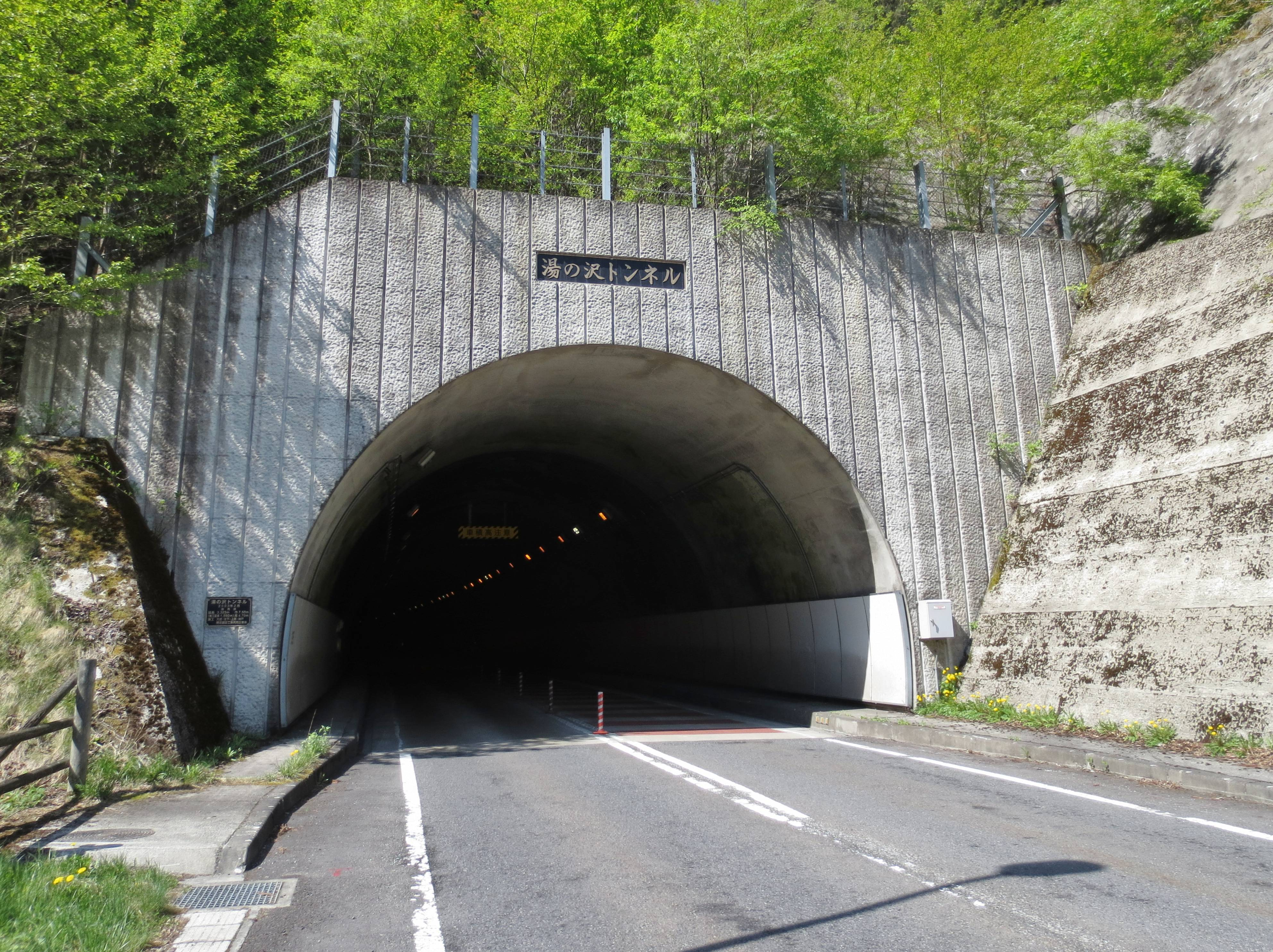
湯の沢トンネル （北側、南牧村）
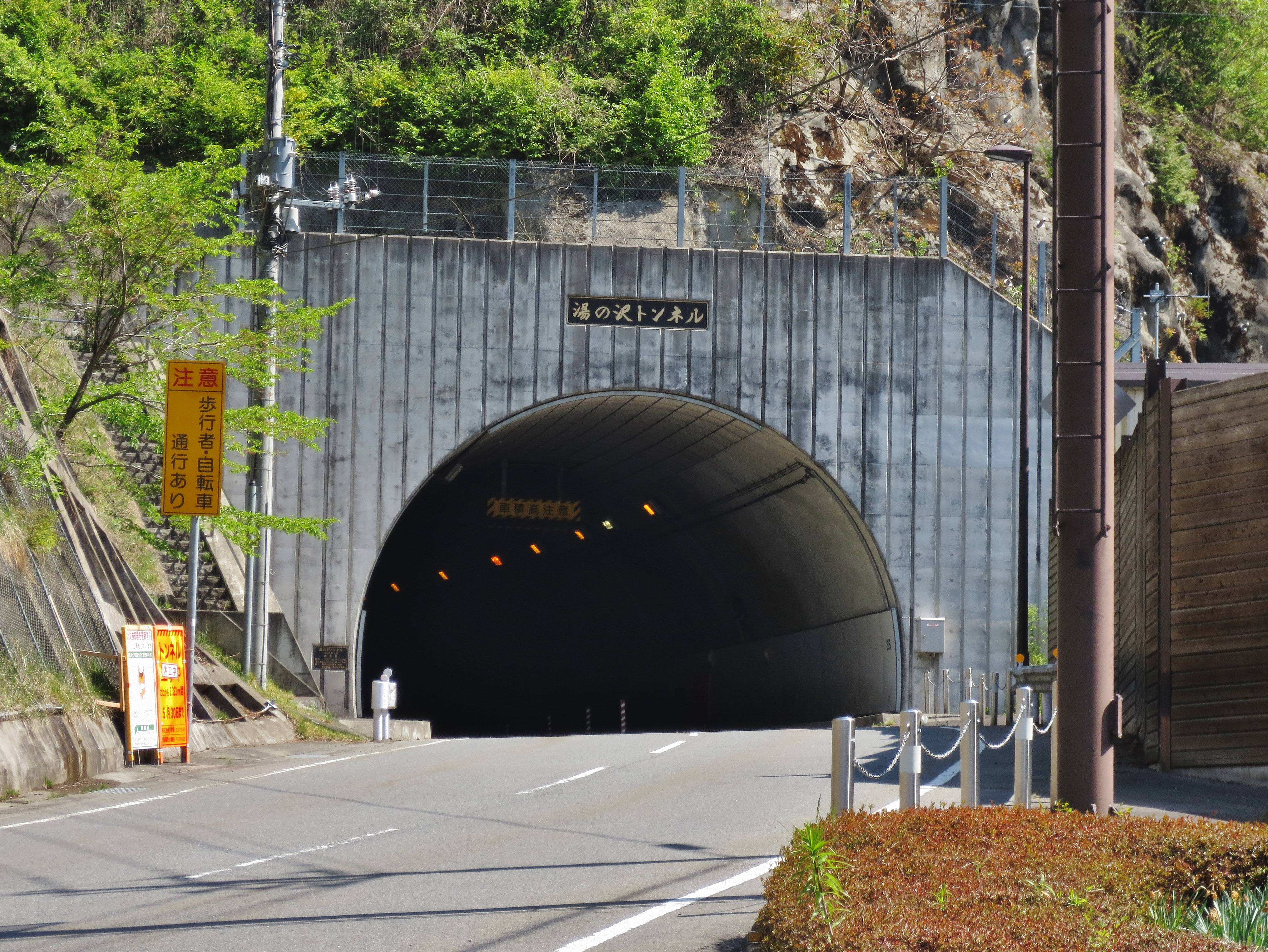
湯の沢トンネル （南側、上野村）
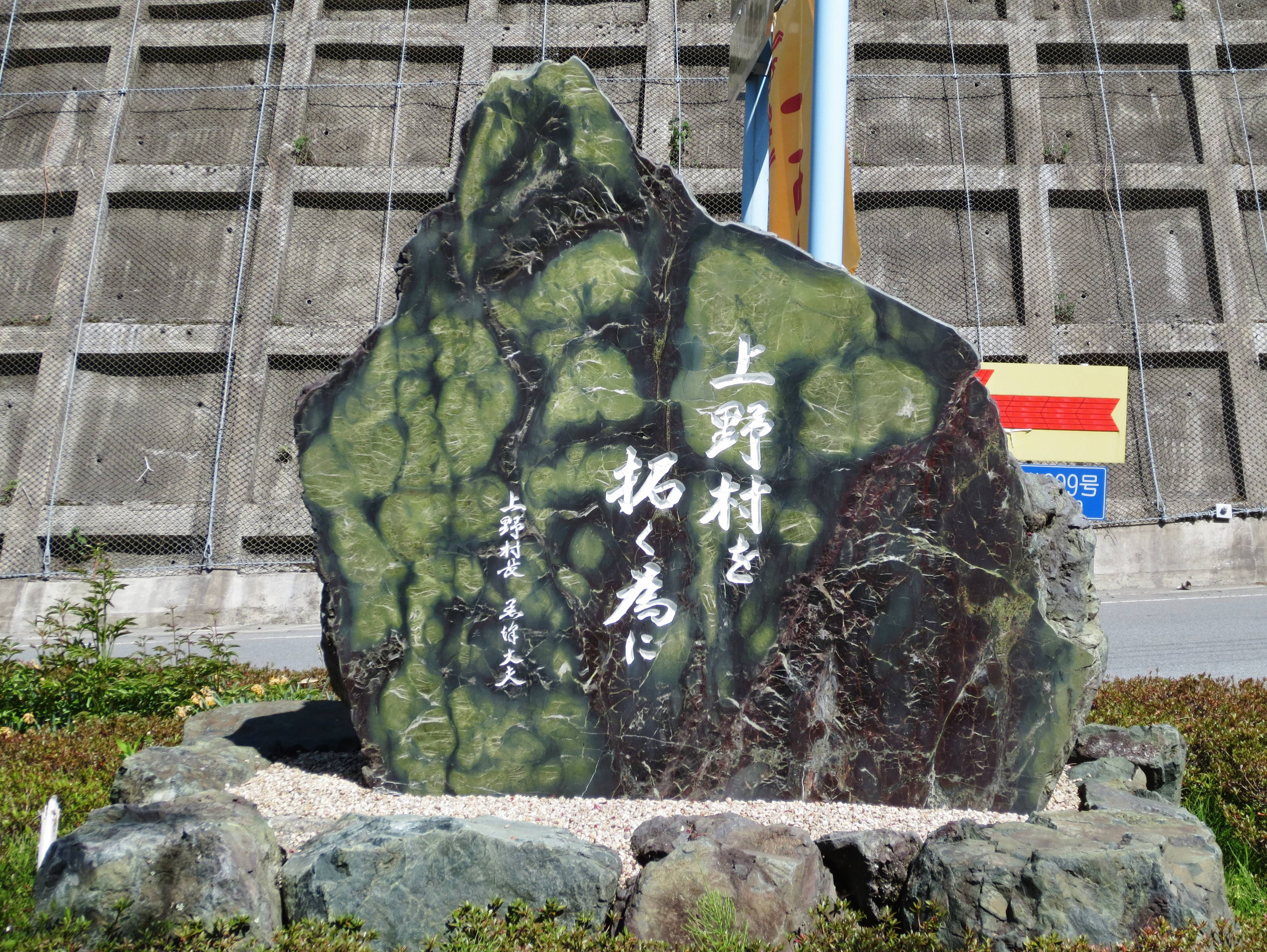
記念碑（上野村）